# Gertrude E. Perlmann

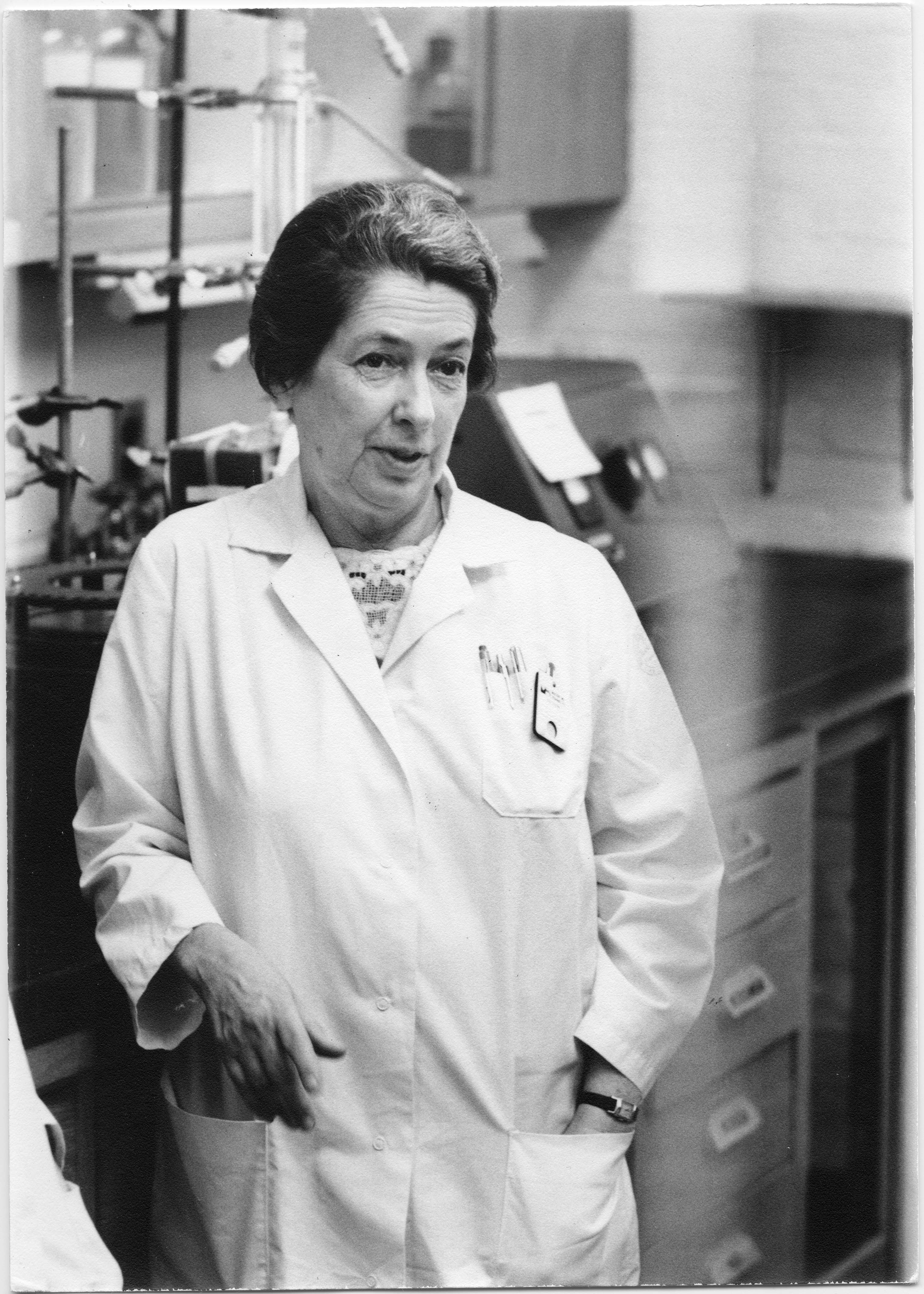
Gertrude E. Perlmann

Gertrude Erika Perlmann (* 20. April 1912 in Reichenberg, Österreich-Ungarn; † 9. September 1974 in New York City) war eine tschechoslowakisch-US-amerikanische Biochemikerin.

## Leben
Gertrude E. Perlmann wurde als Tochter von Walter Perlmann und Elise Gibian 1912 in Reichenberg in Österreich-Ungarn geboren. Sie studierte ab 1931 an der Deutschen Universität Prag, wo sie 1936 in Physik und Chemie promovierte. Aufgrund ihrer jüdischen Herkunft und der drohenden Annektierung durch Hitlerdeutschland floh sie in der Folgezeit aus der Tschechoslowakei nach Dänemark und arbeitete am Carlsberg-Laboratorium in Kopenhagen. Mit dem Ausbruch des Zweiten Weltkriegs emigrierte sie 1939 in die Vereinigten Staaten, wo sie an der Harvard Medical School und dem Massachusetts General Hospital forschte. 
Sie untersuchte hier Proteine in Körperflüssigkeiten mit der neuen Methode der Elektrophorese.
Beeindruckt von ihren Arbeiten holte sie Lewis G. Longsworth 1945 ans Rockefeller Institute for Medical Research in  New York City. Sie wirkte hier bis zu ihrem Tode 1974 fast dreißig Jahre, wurde 1957 Assistenzprofessor und stieg bis zum Professor für Biochemie (1972) auf. Hauptforschungsschwerpunkte waren die Analyse von Phosphoproteinen und später die Struktur und Funktion des  proteolytischen Enzyms Pepsin und dessen Vorstufe Pepsinogen. Weiterhin widmete sie sich dem Vitellogenin Phosvitin.

## Auszeichnungen
- 1965: Garvan-Olin-Medaille (American Chemical Society)